# Savannah (Misuri)
Savannah es una ciudad ubicada en el condado de Andrew en el estado estadounidense de Misuri. En el Censo de 2010 tenía una población de 5057 habitantes y una densidad poblacional de 619,26 personas por km². Está situada a la orilla izquierda del río Misuri que la separa de Kansas. 

## Geografía
Savannah se encuentra ubicada en las coordenadas 39°56′20″N 94°49′36″O / 39.93889, -94.82667. Según la Oficina del Censo de los Estados Unidos, Savannah tiene una superficie total de 8.17 km², de la cual 8.13 km² corresponden a tierra firme y (0.44%) 0.04 km² es agua.

## Demografía
Según el censo de 2010, había 5057 personas residiendo en Savannah. La densidad de población era de 619,26 hab./km². De los 5057 habitantes, Savannah estaba compuesto por el 97.73% blancos, el 0.36% eran afroamericanos, el 0.3% eran amerindios, el 0.51% eran asiáticos, el 0% eran isleños del Pacífico, el 0.28% eran de otras razas y el 0.83% pertenecían a dos o más razas. Del total de la población el 1.56% eran hispanos o latinos de cualquier raza.